# Едит Гонсалес
Едит Гонсалес Фуентес (на испански: Edith González Fuentes) е мексиканска актриса.

## Биография
Родена в Монтерей, Нуево Леон, Мексико на 10 декември 1964 г.
Едит произлиза от семейство от средната класа. От много ранна възраст демонстрира страст към актьорската игра. Без никакъв опит или подготовка в актьорското майсторство, Едит приема своята първа роля през 1976 г. във филма „El rey de los gorilas“. Само с 2 филма в актива си, тя е поканена да изиграе ролята на дъщерята в теленовелата „Богатите също плачат“.
През 1970-те и 1980-те години участва в различни теленовели, сред които най-известни са „Бианка Видал“ и „Дивата Роза“, както и в няколко филма.
През 1993 г. получава предложение да играе Моника в теленовелата „Диво сърце“, роля, която първоначално отказва, но след това приема, убедена от брат си. Тази теленовела се излъчва по целия свят, което помага на нейната кариера през 1990-те години. След края на снимките започва да подбира ролите и се появява в малко теленовели и филми.
След снимките на „Есперанса“ решава да си даде малка почивка. Тя заминава за Париж, където усъвършенства своите танци и френския език. Преди да се завърне в Мексико, отива в САЩ, за да участва в рекламна кампания на козметика.
През 2001 г. се завръща към актьорството с участието си в теленовелата „Саломе“ (Salome).
Прави опит да участва в американската филмова индустрия, но няма особен успех.
През 2004 г. е принудена да прекрати участието си в „Безчувствена жена“ заради бременност.
През 2005 г. участва в реклама на „Venus“, парфюм с аромат на орхидея.

## Филмография

### TV шоу
- 2009: „Mujeres asesinas“
- 2007: „Familia P. Luche“
- 2006: „Bailando por la boda de mis sueños“
- 2005: „Los reyes de la pista“
- 2005: „Bailando por un sueño“

### Кино
- 2011: „Poquita ropa“
- 2008: „Deseo“
- 2004: „Señorita Justice“
- 1996: „Salón México“
- 1995: „Los cómplices del infierno“
- 1991: „El descuartizador“
- 1991: „El jugador“
- 1990: „Atrapados“
- 1990: „Sentencia de muerte“
- 1990: „El motel de la muerte“
- 1989: „Trampa infernal“
- 1988: „Central camionera“
- 1988: „Pero sigo siendo el rey“
- 1984: „Adiós Lagunilla“
- 1980: „Fabricantes de pánico“
- 1980: „Guyana, el crimen del siglo“
- 1977: „Cyclone“
- 1976: „El rey de los gorilas“
- 1975: „Alucarda, la hija de las tinieblas“

### Театър
- 2012: „Purgatorio“
- 2010: „Buenas noches, mamá“ – Джеси (Jessie)
- 1998: „Aventurera“ (1998, 2004 – 2008) – Elena Tejero
- 1986: „Gigi“

### Теленовели
- 2012: „A corazón abierto“[2]
- 2011: „Червено небе“ (Cielo rojo) – Алма (Alma Durán)
- 2009: „Хамелеони“ (Camaleones) – Франсиска Кампос (Francisca Campos de Ponce de León)
- 2008: „Доня Барбара“ (Doña Bárbara) (2008 – 2009) – Барбара (Bárbara Guaimarán)
- 2007: „Дума на жена“ (Palabra de mujer) – Ванеса Нориега (Vanesa Noriega)
- 2006: „Свят на хищници“ (Mundo de fieras) – Джозелин (Joselyn Rivas del Castillo de Cervantes Bravo)
- 2004: „Безчувствена жена“ (Mujer de madera) – Мариса Сантибаниес Виялпандо (Marisa Santibáñez Villalpando)
- 2001: „Саломе“ (Salomé) – Фернанда/Саломе (Fernanda „Salomé“ Quiñonez-Lavalle)
- 1999: „Коледна песен“ (Cuento de Navidad) – Хосефина Кодер
- 1999: „Есперанса“ (Nunca te olvidaré) – Есперанса Гамбоа (Esperanza Gamboa Martel)
- 1997: „Златна клетка“ (La jaula de oro) – Ориана (Oriana)
- 1996: „Сянката на другия“ (La sombra del otro) – Лорна Мадригал (Lorna Madrigal)
- 1993: „Диво сърце (Corazón salvaje) – Моника де Алтамира (Mónica de Altamira)
- 1990: „В собствено тяло“ (En carne propia) – Наталия де Хесус Ортега (Natalia de Jesús Ortega)/Естефания Мюриел (Estefanía Muriel)
- 1988: „Флор и Канела“ (Flor y canela) – Флорентина (Florentina)
- 1987: „Дивата Роза“ (Rosa salvaje) – Леонела (Leonela Villareal)
- 1987: „Lista negra“ – Mary
- 1986: „Върховно изпитание“ (Monte Calvario) – Ана Роса (Ana Rosa)
- 1985: „Бианка Видал“ (Bianca Vidal) – Бианка Видал (Bianca Vidal)
- 1984: „Sí, mi amor“ – Susana
- 1983: „Звяр“ (La fiera) – Хули (Julie)
- 1981: „Домът, който откраднах“ (El hogar que yo robé) – Паулина (Paulina)
- 1980: „Соледад“ (Soledad) – Луисита Санчес Фуентес (Luisita Sánchez Fuentes)
- 1980: „Ambición“ – Charito
- 1979: „Богатите също плачат“ (Los ricos también lloran) – Мария Исабел (María Isabel)
- 1975: „Непростимо“ – Глория (дете)
- 1973: „Клетниците“ (Los miserables) – Козет (дете)
- 1973: „Mi primer amor“
- 1971: „Лусия Сомбра“ (Lucía Sombra) – Ерика (дете)
- 1970: „Cosa juzgada“